# Duodeciljard
Duodeciljard är talet 1075 i tiopotensnotation, och kan skrivas med en etta följt av 75 nollor, alltså
1 000 000 000 000 000 000 000 000 000 000 000 000 000 000 000 000 000 000 000 000 000 000 000 000 000.
Ordet duodeciljard kommer från det latinska prefixet duodeca- (tolv) och med ändelse från miljard.
En duodeciljard är lika med en miljon undeciljarder eller en miljondel av en tredeciljard.
En duodeciljarddel är 10−75 i tiopotensnotation.